# Hawk Point (Missouri)
Hawk Point – miasto w Stanach Zjednoczonych, w stanie Missouri, w hrabstwie Lincoln.